# Danmarks damlandslag i innebandy
Danmarks damlandslag i innebandy representerar Danmark i innebandy på damsidan.

## Historik
Laget spelade sin första landskamp den 1 maj 1999, då man föll med 3-8 mot Tyskland.

### Fotnoter
1. ↑  ”International Floorball Federation”. http://www.floorball.org/default.asp?kieli=826&sivu=153&alasivu=153. Läst 22 augusti 2011.